# Józef María Díaz Sanjurjo
Św. José María Díaz Sanjurjo wiet. Giuse Maria Diaz Sanjuro An (ur. 25 października 1818 r. w Santa Eulalia de Suegos, Lugo (prowincja) w Hiszpanii, zm. 20 lipca 1858 r. w Nam Định w Wietnamie) – święty Kościoła katolickiego, dominikanin, misjonarz, biskup, męczennik.
Był najstarszym z pięciorga dzieci w rodzinie. Jego siostra Antonia została zakonnicą. Uczył się łaciny w seminarium duchownym w Lugo. Z powodu wojny musiał przerwać naukę na 3 lata. Następnie studiował na uniwersytecie w Composteli. W 1842 r. otrzymał habit dominikański. 23 marca 1844 r. w Kadyksie przyjął święcenia kapłańskie. 14 września 1844 r. przybył do Manilii. We wrześniu 1845 r. udał się na misje do Wietnamu. Napisał podręcznik gramatyki łacińskiej po wietnamsku. W marcu 1849 r. został koadiutorem wikariatu apostolskiego. Podczas prześladowań został aresztowany w marcu 1856 r. lub maju 1857 r. i przetransportowany do Nam Định. Został ścięty 20 lipca 1857 r. Jego ciało wrzucono do rzeki i nie udało się go wyłowić. Natomiast jego głowa była 3 dni wystawiona na widok publiczny, a później również wrzucona do rzeki. Wyłowił ją pewien rybak chrześcijanin. W późniejszym czasie została przewieziona do Hiszpanii do jego macierzystego klasztoru.
Dzień wspomnienia: 24 listopada w grupie 117 męczenników wietnamskich.
Beatyfikowany 29 kwietnia 1951 r. przez Piusa XII. kanonizowany przez Jana Pawła II 19 czerwca 1988 r. w grupie 117 męczenników wietnamskich.